# 仲算
仲算（ちゅうざん、生没年不詳）は、平安時代中期の法相宗の僧。
奈良興福寺の空晴に師事。963年（応和3年）の法華経講論では南都仏教側の代表として北嶺天台宗の代表良源を屈服させた。969年（安和2年）熊野の那智に赴き、その年に没したとも、976年（貞元元年）に没したとも伝えられている。